# 5257 Laogonus
Az 5257 Laogonus (ideiglenes jelöléssel (5257) 1988 RS10) egy kisbolygó a Naprendszerben. Bus, S. J. fedezte fel 1988. szeptember 14-én.